# Indian Wells Open 2024
L'Indian Wells Open 2024, noto come BNP Paribas Open 2024 per motivi di sponsorizzazione, è stato un torneo di tennis giocato su campi in cemento. È stata la 50ª edizione maschile dell'Indian Wells Open e faceva parte della categoria ATP Tour Masters 1000 nell'ambito dell'ATP Tour 2024, e la 35ª edizione femminile facente parte della categoria WTA 1000 nell'ambito del WTA Tour 2024. Sia il torneo maschile sia quello femminile si sono svolti dal 6 al 17 marzo 2024 all'Indian Wells Tennis Garden di Indian Wells, negli Stati Uniti. Si è giocato per la prima volta anche il torneo di doppio misto.

## Partecipanti ATP singolare

### Teste di serie
| Nazionalità | Giocatore                   | Ranking* | Testa di serie |
| ----------- | --------------------------- | -------- | -------------- |
| Serbia      | Novak Đoković               | 1        | 1              |
| Spagna      | Carlos Alcaraz              | 2        | 2              |
| Italia      | Jannik Sinner               | 3        | 3              |
|             | Daniil Medvedev             | 4        | 4              |
|             | Andrej Rublëv               | 5        | 5              |
| Germania    | Alexander Zverev            | 6        | 6              |
| Danimarca   | Holger Rune                 | 7        | 7              |
| Polonia     | Hubert Hurkacz              | 8        | 8              |
| Norvegia    | Casper Ruud                 | 9        | 9              |
| Australia   | Alex de Minaur              | 10       | 10             |
| Grecia      | Stefanos Tsitsipas          | 11       | 11             |
| Stati Uniti | Taylor Fritz                | 12       | 12             |
| Bulgaria    | Grigor Dimitrov             | 13       | 13             |
| Francia     | Ugo Humbert                 | 14       | 14             |
|             | Karen Chačanov              | 15       | 15             |
| Stati Uniti | Ben Shelton                 | 16       | 16             |
| Stati Uniti | Tommy Paul                  | 17       | 17             |
| Stati Uniti | Frances Tiafoe              | 18       | 18             |
| Argentina   | Sebastián Báez              | 19       | 19             |
| Kazakistan  | Aleksandr Bublik            | 20       | 20             |
| Francia     | Adrian Mannarino            | 21       | 21             |
| Argentina   | Francisco Cerúndolo         | 22       | 22             |
| Spagna      | Alejandro Davidovich Fokina | 23       | 23             |
| Cile        | Nicolás Jarry               | 24       | 24             |
| Germania    | Jan-Lennard Struff          | 25       | 25             |
| Italia      | Lorenzo Musetti             | 26       | 26             |
| Paesi Bassi | Tallon Griekspoor           | 27       | 27             |
| Regno Unito | Cameron Norrie              | 28       | 28             |
| Stati Uniti | Sebastian Korda             | 29       | 29             |
| Argentina   | Tomás Martín Etcheverry     | 30       | 30             |
| Canada      | Félix Auger-Aliassime       | 31       | 31             |
| Rep. Ceca   | Jiří Lehečka                | 32       | 32             |

* Ranking al 4 marzo 2024.

### Altri partecipanti
I seguenti giocatori hanno ricevuto una wildcard per il tabellone principale:
- Fabio Fognini
- Aleksandar Kovacevic
- Patrick Kypson
- Jakub Menšík
- Brandon Nakashima

I seguenti giocatori sono entrati in tabellone con il ranking protetto:
- Rafael Nadal
- Milos Raonic
- Denis Shapovalov

I seguenti giocatori sono entrati nel tabellone principale passando dalle qualificazioni:

- Thiago Seyboth Wild
- Lucas Pouille
- Shang Juncheng
- Denis Kudla
- Shintaro Mochizuki
- Nicolas Moreno de Alboran
- Lukáš Klein
- Hong Seong-chan
- Constant Lestienne
- Ethan Quinn
- David Goffin
- Hugo Grenier

I seguenti giocatori sono entrati in tabellone come lucky loser:
- Jurij Rodionov
- Sumit Nagal
- Luca Nardi

### Ritiri
Prima del torneo
- Laslo Đere → sostituito da  Bernabé Zapata Miralles
- Aslan Karacev → sostituito da  Thanasi Kokkinakis
- Mackenzie McDonald → sostituito da  Daniel Elahi Galán
- Rafael Nadal → sostituito da  Sumit Nagal
- Alexei Popyrin → sostituito da  Jurij Rodionov
- Tomás Martín Etcheverry → sostituito da  Luca Nardi

## Partecipanti ATP doppio

### Teste di serie
| Nazionalità | Giocatore         | Nazionalità   | Giocatore        | Ranking* | Teste di serie |
| ----------- | ----------------- | ------------- | ---------------- | -------- | -------------- |
| India       | Rohan Bopanna     | Australia     | Matthew Ebden    | 3        | 1              |
| Croazia     | Ivan Dodig        | Stati Uniti   | Austin Krajicek  | 7        | 2              |
| Stati Uniti | Rajeev Ram        | Regno Unito   | Joe Salisbury    | 11       | 3              |
| Messico     | Santiago González | Regno Unito   | Neal Skupski     | 17       | 4              |
| Spagna      | Marcel Granollers | Argentina     | Horacio Zeballos | 21       | 5              |
| Argentina   | Máximo González   | Argentina     | Andrés Molteni   | 26       | 6              |
| Germania    | Kevin Krawietz    | Germania      | Tim Pütz         | 33       | 7              |
| Regno Unito | Jamie Murray      | Nuova Zelanda | Michael Venus    | 33       | 8              |

* Ranking al 4 marzo 2024.

### Altri partecipanti
Le seguenti coppie di giocatori hanno ricevuto una wildcard per il tabellone principale:
- Félix Auger-Aliassime /  Sebastian Korda
- Steve Johnson /  Tommy Paul
- Ryan Seggerman /  Patrik Trhac

Le seguenti coppie di giocatori sono entrate in tabellone come alternate:
- Marcus Daniell /  John-Patrick Smith
- Sadio Doumbia /  Fabien Reboul
- Lorenzo Musetti /  John Peers

### Ritiri
Prima del torneo
- Francisco Cerúndolo /  Cameron Norrie → sostituiti da  Lorenzo Musetti /  John Peers
- Alex de Minaur /  Alexei Popyrin → sostituiti da  Sadio Doumbia /  Fabien Reboul
- Grigor Dimitrov /  Daniel Evans → sostituiti da  Marcus Daniell /  John-Patrick Smith

## Partecipanti singolare WTA

### Teste di serie
| Nazionalità | Giocatrice               | Ranking* | Testa di serie |
| ----------- | ------------------------ | -------- | -------------- |
| Polonia     | Iga Świątek              | 1        | 1              |
|             | Aryna Sabalenka          | 2        | 2              |
| Stati Uniti | Coco Gauff               | 3        | 3              |
| Kazakistan  | Elena Rybakina           | 4        | 4              |
| Stati Uniti | Jessica Pegula           | 5        | 5              |
| Tunisia     | Ons Jabeur               | 6        | 6              |
| Rep. Ceca   | Markéta Vondroušová      | 7        | 7              |
| Cina        | Zheng Qinwen             | 8        | 8              |
| Grecia      | Maria Sakkarī            | 9        | 9              |
| Lettonia    | Jeļena Ostapenko         | 10       | 10             |
|             | Dar'ja Kasatkina         | 12       | 11             |
| Brasile     | Beatriz Haddad Maia      | 13       | 12             |
| Italia      | Jasmine Paolini          | 14       | 13             |
|             | Ljudmila Samsonova       | 15       | 14             |
|             | Ekaterina Aleksandrova   | 16       | 15             |
| Ucraina     | Elina Svitolina          | 17       | 16             |
|             | Veronika Kudermetova     | 19       | 17             |
| Stati Uniti | Madison Keys             | 20       | 18             |
| Romania     | Sorana Cîrstea           | 22       | 19             |
| Francia     | Caroline Garcia          | 26       | 20             |
|             | Anna Kalinskaja          | 25       | 21             |
|             | Anastasija Pavljučenkova | 24       | 22             |
| Stati Uniti | Emma Navarro             | 23       | 23             |
| Belgio      | Elise Mertens            | 28       | 24             |
| Croazia     | Donna Vekić              | 36       | 25             |
| Rep. Ceca   | Linda Nosková            | 29       | 26             |
|             | Viktoryja Azaranka       | 30       | 27             |
|             | Anastasija Potapova      | 33       | 29             |
| Canada      | Leylah Fernandez         | 34       | 29             |
| Ucraina     | Dajana Jastrems'ka       | 31       | 30             |
| Ucraina     | Marta Kostjuk            | 32       | 31             |
| Ucraina     | Anhelina Kalinina        | 35       | 32             |

* Ranking al 4 marzo 2024.

### Altre partecipanti
Le seguenti giocatrici hanno ricevuto una wild card per il tabellone principale:
- Amanda Anisimova
- Paula Badosa
- McCartney Kessler
- Ashlyn Krueger
- Karolína Plíšková
- Emma Raducanu
- Venus Williams
- Caroline Wozniacki

Le seguenti giocatrici sono entrate in tabellone con il ranking protetto:
- Angelique Kerber
- Naomi Ōsaka
- Daria Saville
- Zhang Shuai

Le seguenti giocatrici sono entrate nel tabellone principale passando dalle qualificazioni:

- Ėrika Andreeva
- Hailey Baptiste
- Sara Errani
- Nao Hibino
- Mai Hontama
- Liv Hovde
- Rebeka Masarova
- Robin Montgomery
- Nuria Párrizas Díaz
- Bernarda Pera
- Rebecca Šramková
- Taylor Townsend

Le seguenti giocatrici sono entrate in tabellone come lucky loser:
- Kayla Day
- Nadia Podoroska

### Ritiri
Prima del torneo
- Amanda Anisimova[3] → sostituita da  Diana Šnaider
- Paula Badosa → sostituita da  Greet Minnen
- Paula Badosa[4] → sostituita da  Nadia Podoroska
- Belinda Bencic → sostituita da  Cristina Bucșa
- Petra Kvitová → sostituita da  Danielle Collins
- Barbora Krejčíková → sostituita da  Anna Karolína Schmiedlová
- Karolína Muchová → sostituita da  Océane Dodin
- Elena Rybakina → sostituita da  Kayla Day
- Anastasija Sevastova → sostituita da  Karolína Plíšková

## Partecipanti doppio WTA

### Teste di serie
| Nazione       | Giocatrice               | Nazione       | Giocatrice         | Ranking* | Testa di serie |
| ------------- | ------------------------ | ------------- | ------------------ | -------- | -------------- |
| Taipei cinese | Hsieh Su-wei             | Belgio        | Elise Mertens      | 3        | 1              |
| Canada        | Gabriela Dabrowski       | Nuova Zelanda | Erin Routliffe     | 11       | 2              |
| Australia     | Storm Hunter             | Rep. Ceca     | Kateřina Siniaková | 18       | 3              |
| Stati Uniti   | Nicole Melichar-Martinez | Australia     | Ellen Perez        | 18       | 4              |
| Stati Uniti   | Coco Gauff               | Stati Uniti   | Jessica Pegula     | 25       | 5              |
| Paesi Bassi   | Demi Schuurs             | Brasile       | Luisa Stefani      | 25       | 6              |
| Brasile       | Beatriz Haddad Maia      | Stati Uniti   | Taylor Townsend    | 26       | 7              |
| Ucraina       | Ljudmyla Kičenok         | Lettonia      | Jeļena Ostapenko   | 43       | 8              |

- Ranking al 4 marzo 2024.

### Altre partecipanti
Le seguenti coppie di giocatrici hanno ricevuto una wild card per il tabellone principale:
- Hailey Baptiste /  Clervie Ngounoue
- Sofia Kenin /  Bethanie Mattek-Sands
- Ashlyn Krueger /  Sloane Stephens

Le seguenti coppie di giocatrici sono entrate in tabellone con il ranking protetto:
- Shūko Aoyama /  Aleksandra Krunić
- Anna Danilina /  Zhang Shuai

Le seguenti coppie di giocatrici sono subentrate in tabellone come alternate:
- Ekaterina Aleksandrova /  Irina Chromačëva
- Anhelina Kalinina /  Dajana Jastrems'ka

### Ritiri
Prima del torneo
- Mirra Andreeva /  Anastasija Potapova → sostituite da  Anhelina Kalinina /  Dajana Jastrems'ka
- Anhelina Kalinina /  Dajana Jastrems'ka → sostituite da  Ekaterina Aleksandrova /  Irina Chromačëva

## Punti
| Torneo              | V    | F   | SF  | QF  | 4T   | 3T   | 2T  | 1T | Q    | Q2   | Q1   |
| Singolare maschile  | 1000 | 650 | 400 | 200 | 100  | 50   | 30* | 10 | 20   | 10   | 0    |
| Doppio maschile     | 1000 | 600 | 360 | 180 | N.D. | N.D. | 90  | 0  | N.D. | N.D. | N.D. |
| Singolare femminile | 1000 | 650 | 390 | 215 | 120  | 65   | 35* | 10 | 30   | 20   | 2    |
| Doppio femminile    | 1000 | 650 | 390 | 215 | N.D. | N.D. | 120 | 10 | N.D. | N.D. | N.D. |

* I giocatori con un bye ricevono i punti del primo turno.

## Montepremi
| Torneo              | V           | F         | SF        | QF        | 4T        | 3T       | 2T       | 1T       | Q2       | Q1      |
| Singolare maschile  | $ 1 100 000 | $ 585 000 | $ 325 000 | $ 185 000 | $ 101 000 | $ 59 100 | $ 42 000 | $ 30 050 | $ 14 400 | $ 7 800 |
| Singolare femminile | $ 1 100 000 | $ 585 000 | $ 325 000 | $ 185 000 | $ 101 000 | $ 59 100 | $ 42 000 | $ 30 050 | $ 14 400 | $ 7 800 |
| Doppio maschile*    | $ 447 300   | $ 236 800 | $ 127 170 | $ 63 600  | N.D.      | N.D.     | $ 34 100 | $ 18 640 | N.D.     | N.D.    |
| Doppio femminile*   | $ 447 300   | $ 236 800 | $ 127 170 | $ 63 600  | N.D.      | N.D.     | $ 34 100 | $ 18 640 | N.D.     | N.D.    |

*per team

## Campioni

### Singolare maschile
Carlos Alcaraz ha sconfitto in finale  Daniil Medvedev con il punteggio di 7–6(5), 6–1.
- È il tredicesimo titolo in carriera per Alcaraz, il primo in stagione.

### Singolare femminile
Iga Świątek ha sconfitto in finale  Maria Sakkarī con il punteggio di 6–4, 6–0.
- È il diciannovesimo titolo in carriera per Świątek, il secondo in stagione.

### Doppio maschile
Wesley Koolhof /  Nikola Mektić hanno sconfitto in finale  Marcel Granollers /  Horacio Zeballos con il punteggio di 7–6(2), 7–6(4).

### Doppio femminile
Hsieh Su-wei /  Elise Mertens hanno sconfitto in finale  Storm Hunter /  Kateřina Siniaková con il punteggio di 6–3, 6–4.

### Doppio misto
Storm Hunter /  Matthew Ebden hanno sconfitto in finale  Caroline Garcia /  Édouard Roger-Vasselin con il punteggio di 6–3, 6–3.